# Gavella stadsdramateater
Gavella stadsdramateater (kroatiska: Gradsko dramsko kazalište Gavella) är en teater i Zagreb i Kroatien. Den etablerades år 1954 och är belägen i Nedre staden.

## Historik
Den 29 maj 1954 övertog en grupp unga skådespelare och regissörer över teaterbyggnaden på adressen Frankopanska 10. Gruppen bestod till största del av kulturarbetare som lämnat Nationalteatern och hade den sedermera kroatiske teaterchefen Branko Gavella som sin primus inter pares. Gruppen grundande vad som då kallades Zagrebs dramateater och först senare fick namnet Gavella stadsdramateater.